# Usedlost čp. 2 (Černvír)
Vesnická usedlost čp. 2 stojí v obci Černvír v okrese Brno-venkov. V roce 1993 byla Ministerstvem kultury ČR prohlášena kulturní památkou ČR. Usedlost se nachází v ochranném pásmu kostela Nanebevzetí Panny Marie a dřevěného krytého mostu.
Usedlost byla využita při natáčení televizního seriálu Četnické humoresky, v němž představovala statek Uhlířů.

## Popis
Vesnická usedlost pochází z 19. století a stojí u silnice II/397 na okraji vesnice nedaleko kostela Nanebevzetí Panny Marie. Pětidílnou dispozici tvoří obytná a hospodářská budova, chlévy, kůlna a dřevěná stodola. Za usedlostí se ve svahu rozkládají zahrady, pole a les (bez památkové ochrany), které náleží k usedlosti a jejichž původní výměra byla asi 30 ha. Obytná část je přízemní stavba orientována štítovou stranou do návsi. Ve zděném štítu jsou tři kulaté otvory, ve štítové stěně jsou tři okna v nikách s původně členěnými rámy. Obytná budova je postavena na půdorysu obdélníku a zastřešena sedlovou střechou. Ve středové části je síň nad sklepem, který je postaven z lomového kamene na půdorysu obdélníku a je zaklenutý valenou klenbou. Sklep je přístupný z předsíně dlouhou tunelovou chodbou. Jedná se pravděpodobně o středověký sklep. Nové chlévy jsou zděné, kůlna a stodola jsou bedněné do zděných pilířů.